# Kính dán
Kính dán hay còn được gọi là kính an toàn gồm từ hai lớp kính trở lên được dán lại với nhau bằng keo hoặc lớp phim PVB. Ngày nay, do những hạn chế của keo nên các nhà sản xuất chủ yếu dùng công nghệ phim dán PVB.
Phim dán PVB là một lớp màng mỏng trong suốt hoặc có màu. Độ dày của lớp phim này tối thiểu là 0,38 mm. Lớp phim PVB có nhiệm vụ gắn hai hoặc nhiều lớp kính lại với nhau để tăng độ dày và tính an toàn cho tấm kính. Khi bị vỡ, kính dán sẽ không tạo thành các mảnh vỡ sắc nhọn mà sẽ dính chặt vào lớp màng PVB.
Ngày nay để tăng thêm tính an toàn cho loại kính này. Các lớp kính trước khi dán có thể được tôi để tăng ứng suất chịu nén cho bề mặt tấm kính.
Để tăng hiệu quả tiết kiệm năng lượng, có thể sử dụng kính phản quang dán với kính thường hoặc kính tối để giảm tác động của tia hồng ngoại và cực tím từ ánh nắng mặt trời.